# 头道井站
头道井站位于内蒙古自治区苏尼特右旗头道井嘎查，是郭查铁路线上的一座五等站，于1971年投入使用。离郭尔奔敖包站15公里，距查干诺尔站31公里，隶属呼和浩特铁路局管辖。客运可办理旅客乘降，不含行李、包裹托运；不办理货运营业。